# 軍用電子機器の命名規則 (アメリカ合衆国)
この項目では、アメリカ軍の軍用電子機器の命名規則について記す。
アメリカ軍での軍用電子機器の命名規則は、JETDS（Joint Electronics Type Designation System）と呼ばれ、直訳すると電子機器型式共通命名システムである。

## 概要
JETDSは、MIL-STD-196に詳しく規定されており、以前から陸海軍共通命名システム（Joint Army-Navy Nomenclature System）又は通信電子機器共通命名システム（Joint Communications-Electronics Nomenclature System）として知られていた。陸海軍共通命名システムは、ANシステムと略されることが多い。JETDSは、機密扱いでない記号名称を電子機器に割り当てるために第二次世界大戦中にアメリカ陸軍省によって開発された方法である。

## 使用方法
米軍の見解によると軍用電子装備はおおまかに、データ処理、探知及び追尾（水中、海、地上、空中及び宇宙）、認識及び識別、通信、航法補助、火器管制及び評価、航空管制並びに電子対抗策において使用される電子装置を含むとしており、JETDSにより次のものに命名される。
1. 軍設計の軍用電子装置
2. 軍事利用のために改修され、軍の識別と設計管理を必要とする商用電子装置
3. 他の同盟国機関又は命名システムに参加する他の政府によって使用することを目的とする軍用電子装置

JETDSでは、完結した器材セット又はシステムは、“AN/”から始まるアルファベット3文字、ハイフン、番号の順の一連の文字と数字で示され、時折付加記号が加えられる。アルファベット3文字のうち1文字目が器材が使用される（あるいは搭載される）場所、2文字目が装置の種類、3文字目がその使用目的を示している。例えば、“AN/PRC-77”は双方向通信のために使われる携帯無線機である。装備の種類ごとに与えられる番号は順番に割り当てられ、より大きな数はより最新のシステムを示している（何らかの事情により番号の間が飛んでいることはある）。
上記の名称に続いて、可変的な補足を伴うシステムは、(V)を型式名称に加える。(T)は、トレーニング・システムを示す。システムに付随するサブシステム（グループ）は、2文字のコードで示され、その後に数字、スラッシュ及びシステム用のものと同じ3文字コードのうち1～3文字が続く。例えば、“BA-1234/PRC”は、携帯無線機セットのバッテリーである。
なお、メーカーが設計管理を維持するコンピュータ・ソフトウェアと軍用改修されていない商用電子機器は、JETDSの対象とならない。
3文字のコードは、それぞれ次の意味を持つ。

### 1文字目：プラットフォーム/設置場所
- A - 航空機搭載（有人）
- B - 潜水艦搭載（水中機動）
- C - 暗号作成装置（アメリカ国家安全保障局（以下NSA）のみ使用）（以前は航空機可搬）
- D - 無人機（ドローン、UAV）
- F - 地上固定
- G - 地上使用全般
- K - 水陸両用
- M - 専用自走車両
- P - 携帯用
- S - 水上船舶搭載
- T - 地上可搬
- U - 多目的
- V - 地上車載
- W - 水上水中両用
- Z - 有人無人両用

### 2文字目：種類
- A - 不可視光線、放熱（例えば赤外線）
- B - COMSEC（通信保全）（NSAのみ使用）（以前は標的）
- C - 有線/（電子的な電波または信号の）搬送
- D - 放射能測定（放射能検出、識別及び算出）
- E - レーザー（以前はNUPAC（Nuclear Protection & Control））
- F - 光ファイバー（以前は写真）
- G - 電信（テレグラフ）/テレタイプ
- I - インターホン及び拡声器
- J - 電子機械/慣性ワイヤー被覆
- K - 遠隔測定器（テレメーター）
- L - 電波妨害排除用
- M - 気象
- N - 空中音響
- P - レーダー
- Q - ソナー及び水中音響
- R - 無線機
- S - 特殊又は複合
- T - 電話（有線）
- V - 視覚/可視光線
- W - 兵器（他の物に該当しない）
- X - 複写電送（ファックス）/テレビ
- Y - データ処理
- Z - 通信（NSAのみ使用）

### 3文字目：使用目的
- A - 付属品
- B - 爆撃用
- C - 通信用（送受信）
- D - 方向探知用/偵察用/監視用
- E - 射出/放出（いずれか又は両方）
- G - 射撃管制（火器管制）/投光指揮
- H - 記録/再生（いずれか又は両方）
- K - コンピューティング
- L - 現在不使用（以前は投光指揮だったが、現在“G”に含まれる）
- M - 整備用/試験用
- N - 航法補助
- P - 現在不使用（以前は再生だったが、現在“H”に含まれる）
- Q - 特殊又は複合目的
- R - 受信用/受動探知用
- S - 探知用/距離方位測定用/捜索用
- T - 送信用
- W - 自動操縦/遠隔操作
- X - 識別/認識用
- Y - 監視（目標探知及び追尾）及び管制(射撃管制や航空管制)
- Z - 保全（NSAのみ使用）

## 歴史
JETDSは、1943年2月16日にJoint Communications Board（訳注：適当な訳語なし。統合通信（技術）委員会？）によって陸海軍のすべての新しい航空機用電子装置、無線装置及びレーダー装置に採用された。その後時間とともに、海軍及び海兵隊の水上艦艇、潜水艦、水陸両用(車)、地上の電子機器へと適用範囲が広げられた。空軍が陸軍から別の省（空軍省）として独立した後も、空軍は電子機器の命名にJETDSを使い続けている。JETDSは、1950年に米国沿岸警備隊、1951年にカナダに採用され、1959年にアメリカ国家安全保障局（NSA）にも採用されたが、NSAは独自の命名法を使い続けた。アメリカ国防総省は、1957年にこの命名法に対してミリタリー・スタンダード（MIL-STD196）を承認したのである。JETDSは時間とともに修正され、標的“B”など若干のタイプは削除され、コンピュータ、暗号器材などが新しく加えられた。なお、JETDSの最新版（MIL-STD-196G）は、2018年に発行されている。